# 張丕基 (1861年)
張丕基（1861年—1937年），字仲弼，廣東省廣州府香山縣（今廣東省中山縣）人，清朝政治人物，進士出身。
光緒十二年，登進士，分刑部學習。光緒十五年，任刑部廣西司主稿，后任刑部候補主事。光緒二十七年，任刑部貴州司主事、刑部四川司主事。光緒二十九年，任會試同考官、記名以直隸州知州用、刑部直隸司員外郎。光緒三十三年，改任法部宥恤司員外郎、法部都事司郎中、宣統二年，任法官考試四川考試官，考驗京師各級審判檢察廳人員襄校官。